# Jean-François Samazeuilh
 (novembre 2015).
Si vous disposez d'ouvrages ou d'articles de référence ou si vous connaissez des sites web de qualité traitant du thème abordé ici, merci de compléter l'article en donnant les références utiles à sa vérifiabilité et en les liant à la section « Notes et références ».
Jean-François Samazeuilh, né le 16 août 1790 et mort le 4 novembre 1875, est un érudit français spécialiste d'histoire régionale.

## Biographie
Jean-François Samazeuilh est le fils de Jean-Baptiste Samazeuilh et d'Élisabeth Denis. Son père a d'abord exercé la fonction de juge civil et criminel à la bastide de Castelamouroux. Il a vendu ensuite cette charge pour acheter celle de d'officiel ministériel à Casteljaloux où il se trouve au début de la Révolution. Bien que non lié à des activités politiques, il est dénoncé par un ennemi et décrété d'arrestation comme notaire des ci-devant. Il n'est libéré qu'après le 9 thermidor. De son mariage il a eu deux fils, Jean-Julien et Jean-François, qu'il a placé au collège de Saintes. Après la fin de ses études classiques, il a choisi de se former au droit en allant suivre les cours à l'école de Toulouse. Il y a passé la licence de droit le 8 juillet 1812. Trois mois plus tard il a prêté le serment d'avocat. Il est ensuite entré comme secrétaire au bureau de l'avocat bordelais Lainé. Il y fait la connaissance de Jean-Baptiste Sylvère Gaye de Martignac qui le surnomme Lainé cadet. Il est entré ensuite dans le cabinet de l'avocat Ferrère avant de s'établir à Nérac où il a fait la connaissance de deux collègues, Jacques-Nicolas Labat (1794-1868) qui a été premier avocat général à Agen et J. Donnodevie (1788-1869) qui est devenu président de chambre.
Avocat de son métier, il fut un grand voyageur, ses procès l'amenant à Agen, Mont-de-Marsan, Condom et Bazas, villes où il allait à pied. Son premier ouvrage, en 1827, Souvenirs des Pyrénées paru à Agen, est le résultat de ses promenades. Après 1830, la ville de Nérac souhaitant développé l'instruction publique lui a demandé la rédaction d'un cours d'histoire de France. Il s'est alors particulièrement attaché à l'époque des guerres de religion qui correspond à une période particulièrement brillante pour Nérac. Ses recherches l'ont amené à donner en 1840 trois cartes annotées des arrondissements d'Agen, Nérac et Condom, avant de publier six ans plus tard Histoire de l'Agenais, du Condomois et du Bazadais en deux volumes. 
En 1832 a été découverte les substructions d'une villa gallo-romaine à Nérac sur la rive droite de la Baïse. Théodore Chrétin, artiste peintre établit à Nérac en 1825 en dirige les fouilles. Il a vendu des médaillons à la ville de Toulouse et à la Société archéologique du Midi de la France qu'il prétendit avoir découverts dans ses fouilles, dont un superbe bas-relief et un grand médaillon représentant les buste des deux empereurs Tetricus. Alexandre Du Mège a affirmé l'authenticité des pièces présentées. Rapidement le baron Silvestre de Sacy a affirmé que ces pièces étaient des faux. Des commissions sont nommées pour étudier les médaillons en 1835. La ville de Nérac convaincue qu'ils étaient authentiques intenta un procès pour soustraction frauduleuse de pièces et demanda à Jean-François Samazeuilh de défendre ses intérêts. Théodore Chrétin gagna le procès en avouant qu'il était l'auteur des pièces. Mais Samazeuilh n'a pas voulu en démordre, pour lui les médaillons étaient authentiques.
Il publie ensuite la Biographie de l'arrondissement de Nérac, d'abord en feuilleton dans le Journal de Nérac. Nérac et Pau est d'abord publié en feuilleton en 1848. En hommage à sa ville natale, il a écrit la Monographie de la ville de Casteljaloux. En 1871, il fut diffamé dans un mémoire publié par la partie adverse dans une affaire importante. Pour le défendre dans le procès qui en résulta, il a confié sa défense à un avocat novice, Armand Fallières, qui a gagné le procès.
Il a été membre de :
- Société d'agriculture, sciences et arts d'Agen (1828), membre non résidant,
- correspondant du Ministère de l'instruction publique pour les Travaux historiques ainsi que du comité historique des arts et monuments (1843),
- correspondant de l'Académie impériale de Bordeaux,
- correspondant de la société des sciences, lettres et arts de Pau.

## Œuvres
- 1827 : Souvenirs des Pyrénées
- 1846 : Histoire de l'Agenais, du Condomois et du Bazadais, t. I, Auch
- 1847 : Histoire de l'Agenais, du Condomois et du Bazadais, t. II, Imprimerie de J.Foix, rue Neuve, Auch
- 1854 : Nérac et Pau, Notes de deux voyages en Gascogne]
- 1858 : Voyage de Bayonne aux Eaux-bonnes et aux Eaux-chaudes, en passant par la Basse-Navarre et la Soule, Bayonne, impr. de Vve Lamaignère[3]
- 1860 : Jean-François Samazeuilh, « Monographie de la ville de Casteljaloux », sur Gallica, 1860 (consulté le 22 novembre 2015).
- 1863 : Catherine de Bourbon, régente du Béarn, de la Basse-Navarre, de la Soule, du Bigorre et du comté de Foix.
- Mémoire sur les fouilles de Nérac', Revue d'Aquitaine IX F., p. 263-278 et 345-356
- 1868 : De la communauté d'origine des Lusignan d'Agenais et des Lusignan du Poitou, Mémoire lu à la Société d'agriculture sciences et arts d'Agen, dans la séance du 19 août 1868 (23 pages)
- 1881 : Dictionnaire géographique, historique et archéologique de l'arrondissement de Nérac
- 1881 : L'abbaye du Paravis, Revue de l'Agenais, tome 8, p. 88-90, (lire en ligne)